# Campeonato Asiático de Atletismo de 2019 - 400 m com barreiras masculino
A prova dos 400 metros com barreiras masculino do Campeonato Asiático de Atletismo de 2019 foi disputada entre os dias 21 e 22 de abril de 2019 no Estádio Internacional Khalifa em Doha, no Catar. 

## Recordes
Antes desta competição, os recordes mundiais e do campeonato nesta prova eram os seguintes:
|                       | Nome              | Nacionalidade  | Tempo  | Local     | Data                |
| --------------------- | ----------------- | -------------- | ------ | --------- | ------------------- |
| Recorde mundial       | Kevin Young       | Estados Unidos | 46s 78 | Barcelona | 6 de agosto de 1992 |
| Recorde do campeonato | Mubarak Al-Nubi   | Catar          | 48s 67 | Colombo   | 2002                |
| Recorde asiático      | Abderrahman Samba | Catar          | 46s 98 | Paris     | 30 de junho de 2018 |

Os seguintes recordes foram estabelecidos durante esta competição:
| Data        | Evento | Atleta            | Nacionalidade | Tempo  | Notas                 |
| ----------- | ------ | ----------------- | ------------- | ------ | --------------------- |
| 22 de abril | Final  | Abderrahman Samba | Catar         | 47s 51 | Recorde do campeonato |

## Medalhistas
| Ouro                    | Prata            | Bronze                       |
| Abderrahman Samba (QAT) | Chen Chieh (TPE) | Jabir Madari Plliyalil (IND) |

## Cronograma
Todos os horários são locais (UTC+3)
| Data        | Hora  | Evento  |
| ----------- | ----- | ------- |
| 21 de abril | 17:30 | Bateria |
| 22 de abril | 17:20 | Final   |

## Resultados

### Bateria
Qualificação: 3 atletas de cada bateria  (Q) mais os  2 melhores qualificados (q). 
| Posição | Bateria | Atleta                     | Nacionalidade  | Tempo | Notas                |
| ------- | ------- | -------------------------- | -------------- | ----- | -------------------- |
| 1       | 2       | Abderrahman Samba          | Catar          | 49.57 | Q,                   |
| 2       | 1       | Takatoshi Abe              | Japão          | 49.63 | Q                    |
| 3       | 2       | Chen Chieh                 | Taipé Chinesa  | 49.87 | Q                    |
| 4       | 2       | Bassem Hemeida             | Catar          | 49.98 | Q,                   |
| 5       | 2       | Jabir Madari Plliyalil     | Índia          | 50.15 | q                    |
| 6       | 1       | Yu Chia-hsuan              | Taipé Chinesa  | 50.22 | Q,                   |
| 7       | 2       | Mahdi Pirjahan             | Irão           | 50.32 | q,                   |
| 8       | 1       | Mehboob Ali                | Paquistão      | 50.40 | Q,                   |
| 9       | 2       | Feng Zhiqiang              | China          | 50.71 | Recorde da temporada |
| 10      | 2       | Lim Chan-ho                | Coreia do Sul  | 50.94 |                      |
| 11      | 1       | Gong Debin                 | China          | 50.96 | Recorde da temporada |
| 12      | 1       | Abdullah Rizqallah Mulayhi | Arábia Saudita | 51.15 |                      |
| 13      | 2       | Dmitriy Koblov             | Cazaquistão    | 51.39 | Recorde da temporada |
| 14      | 1       | Francis Medina             | Filipinas      | 52.49 |                      |
| 15      | 1       | Alisher Pulotov            | Tajiquistão    | 52.88 | Recorde pessoal      |
| 16      | 2       | Ow Yeong Wei Bin           | Singapura      | 54.14 |                      |
| 17      | 1       | Amor Ebed Abdalmujied      | Catar          | 55.08 | Recorde da temporada |
| 18      | 1       | Pipatporn Paungpi          | Tailândia      | 55.18 | Recorde da temporada |

### Final
| Posição           | Raia | Atleta                 | Nacionalidade | Tempo | Notas            |
| ----------------- | ---- | ---------------------- | ------------- | ----- | ---------------- |
| Medalha de ouro   | 5    | Abderrahman Samba      | Catar         | 47.51 | ,                |
| Medalha de prata  | 6    | Chen Chieh             | Taipé Chinesa | 48.92 | Recorde pessoal  |
| Medalha de bronze | 3    | Jabir Madari Plliyalil | Índia         | 49.13 | Recorde pessoal  |
| 4                 | 8    | Bassem Hemeida         | Catar         | 49.45 | Recorde pessoal  |
| 5                 | 7    | Takatoshi Abe          | Japão         | 49.74 |                  |
| 6                 | 2    | Mahdi Pirjahan         | Irão          | 50.18 | Recorde nacional |
| 7                 | 4    | Yu Chia-hsuan          | Taipé Chinesa | 50.31 |                  |
| 8                 | 9    | [Mehboob Ali]]         | Paquistão     | 50.94 |                  |

Legenda
| Recorde mundial       | Recorde mundial (World record)               |                       | Recorde africano                      | Recorde africano (African) |                                           | Q | Classificado por posição (Qualified) |
| Recorde do campeonato | Recorde do campeonato (Championship record)  | Recorde da América    | Recorde da América (Americas)         | q                          | Classificado por melhor tempo (Qualified) |   |                                      |
| Melhor marca do ano   | Melhor marca do ano (World leading)          | Recorde asiático      | Recorde asiático (Asian)              | DNS                        | Não largou (Did not start)                |   |                                      |
| Recorde nacional      | Recorde nacional (National record)           | Recorde europeu       | Recorde europeu (European)            | DNF                        | Não terminou (Did not finish)             |   |                                      |
| Recorde pessoal       | Recorde pessoal do atleta (Personal best)    | Recorde da Oceania    | Recorde da Oceania (Oceania)          | DSQ / DQ                   | Desclassificado (Disqualified)            |   |                                      |
| Recorde da temporada  | Recorde da temporada do atleta (Season best) | Recorde sul-americano | Recorde sul-americano (South America) | NM                         | Sem marca (No mark)                       |   |                                      |